# Mixomelia duplexa
Mixomelia duplexa là một loài bướm đêm trong họ Noctuidae.